# Trois Marins et une fille
Trois Marins et une fille (Three Sailors and a Girl) est un film américain réalisé par Roy Del Ruth et sorti en 1953.

## Synopsis
Alors que leur sous-marin est amarré dans la rade de New York, trois marins en permission investissent l'argent qu'ils ont gagné en mer dans une comédie musicale de Broadway et sa star montante. L'enfant de chœur Jones porte un sac à dos rempli de 50 000 dollars en espèces provenant de ses camarades marins. Joe Woods, le producteur d'un nouveau spectacle mettant en vedette le chanteur Emilio Rossi, est ravi de trouver un nouvel investisseur mais la vedette féminine Penny Weston craint que les garçons ne soient dépassés par les événements.
Après l'échec de la première du spectacle en dehors de la ville, Woods, Rossi et même l'auteur veulent se retirer. Penny consulte quelques éminents artistes de Broadway pour leur demander conseil, notamment en confiant des rôles clés au talentueux chanteur Jones, au danseur Twitch et au comique Porky. 
Le spectacle devient alors un succès et les marins rentrent dans leurs frais avec Jones et Penny tombant amoureux en prime.

## Fiche technique
- Titre original : Three Sailors and a Girl
- Réalisation : Roy Del Ruth
- Scénario : Roland Kibbee, Devery Freeman, d'après la pièce The Butter and Egg Man de George S. Kaufman
- Production : Warner Bros.
- Lieu de tournage :  Warner Brothers Burbank Studio
- Photographie : Carl E. Guthrie
- Couleur : Technicolor
- Musique : Ray Heindorf, Howard Jackson
- Montage : Owen Marks
- Durée : 95 minutes
- Date de sortie:
  - États-Unis : 23 novembre 1953

## Distribution
- Jane Powell : Penny Weston
- Gordon MacRae : 'Choirboy' Jones
- Gene Nelson : Twitch
- Sam Levene : Joe Woods
- George Givot : Emilio Rossi
- Veda Ann Borg : Faye Foss
- Archer MacDonald : Melvin Webster
- Raymond Greenleaf : B.P. Morrow
- David Bond : Moss Hart